# Любаничі (Толочинський район)
Любаничі (біл. Люба́нічы) — село в Толочинському районі Вітебської області на півночі Білорусі. Входить до складу Вовкавицької сільської ради.